# Jasmine Hassell
Pour les articles homonymes, voir Hassell.
Jasmine Hassell, née le 9 avril 1991 à Lebanon (Tennessee), est une joueuse américaine de basket-ball.

## Biographie
Sa mère a également joué en NCAA de 1981 à 1984, inscrivant 1 814 points. À la Wilson Central High school, elle est nommée Division I Class AAA Miss Basketball du Tennessee en junior (21,3 points et 9,7 rebonds) et senior (19,9 points et 7,0 rebonds). Elle dispute le WBCA All-American Game et le McDonald’s All-America Game de 2009. Elle rejoint les Bulldogs de la Géorgie. 
En 2009-2010, elle est nommée dans le meilleur cinq des freshmen de la Southeastern Conference (SEC) pour des statistiques de 6,2 points et 2,8 rebonds par rencontre avec quelques titularisations dans le cinq de départ. En sophomore, elle passe à 9,6 points (avec une pointe à 20 unités face à Tennessee) et 4,5 rebonds. Elle réussit des lancers francs décisifs à 13 secondes de la fin de la rencontre face aux Razorbacks de l'Arkansas. Elle progresse encore en junior avec 13,0 points et 5,7 rebonds, étant 11 fois la meilleure scoreuse de sa formation. Elle est nommée dans le second cinq de la SEC. Pour son année senior en 2012-2013, elle est cette fois dans le meilleur cinq de la conférence. Elle atteint quatre fois la marque des 20 points pour des moyennes de 12,7 points et 6,2 rebonds. 
Elle est le 21e choix de la draft WNBA 2013 par le Fever de l'Indiana. Sa première saison WNBA se partage entre le Fever puis le Storm avant de retrouver le Fever, toujours avec un temps de jeu modeste. En 2014, elle entre en jeu à deux reprises en mai puis voir son contrat rompu.
En Europe, elle commence la saison 2013-2014 en Israël avec Elitzur Netanya le temps de 12 rencontres (15,0 points et 6,9 rebonds) avant de rejoindre Rivas Ecópolis, qui remporte le titre de championnes d'Espagne (7,1 points et 3,8 rebonds). Durant l'été 2014, elle signe pour le club français promu du COB Calais. Avec Calais elle inscrit en moyenne 12,2 points et 5,7 rebonds dans une équipe du bas de tableau mais qui parvient néanmoins à accrocher son maintien en LFB. Durant l'été 2015, elle est signée par l'équipe israélienne d'Elizur Holon.

## Clubs

### États-Unis
- 2005-2009 : Wilson Central High School
- 2009-2013 : Bulldogs de la Géorgie
- 2013 : Fever de l'Indiana / Storm de Seattle / Fever de l'Indiana
- 2014 : Fever de l'Indiana

### Europe
- 2013-2014 :  Elitzur Netanya
- 2013-2014 :  Rivas Ecópolis
- 2014-2015 :  COB Calais
- 2015-2016 :  Elizur Holon

## Palmarès
- Championne du Tennessee (high school, 2008)
- Championne d’Espagne 2014[4]

## Distinctions individuelles
- Meilleur cinq des rookies de la Southeastern Conference (2010)
- Second cinq de la Southeastern Conference (2012)
- Premier cinq de la Southeastern Conference (2013)